# Pinus teocote
Pinus teocote är en tallväxtart som beskrevs av Christian Julius Wilhelm Schiede, Diederich Franz Leonhard von Schlechtendal och Adelbert von Chamisso. Pinus teocote ingår i släktet tallar, och familjen tallväxter. IUCN kategoriserar arten globalt som livskraftig. Inga underarter finns listade i Catalogue of Life.